# ساحة غامبيتا
ساحة غامبيتا هي ساحة كانت تقع في قلب العاصمة التونسية، تونس. إسمها مقتبس من الاسم العائلي للمحامي والسياسي الفرنسي ليون غامبيتا.

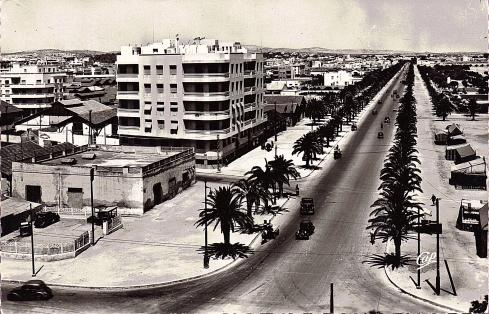
ساحة غامبيتا في 1930

## مشاريع
وضع المهندسان المعماريان الفرنسيان فيكتور فالينسي وبول هيربي بحيرة تونس في محور اهتماماتهما. هذا أدّى لولادة فكرتين لمشاريع عمرانية لم تجدا نفس الاهتمام من قبل سلطات الحماية الفرنسية.

### مشروع فالينسي
في بداية فترة ما بين الحربين العالميتين، قدم فيكتور فالينسي مشروعاً أولاً، يهدف إلى خلق جبهة حضرية فعلية لبحيرة تونس. فقد إقترح على وجه الخصوص تمديد شارع جول فيري بإستحداث رصيف ضخم بإتجاه البحيرة. يحمل المشروع، الذي يعود لسنة 1920، قيم الحداثة وجودة الحياة ويجعل المدينة منفتحة على الطبيعة وعلى تصورات في صميم السياسات الحضرية المستجدة في ذلك الوقت. كان هذا الإنجاز العظيم الوحيد الذي صدر في سنة 1935 ضمن خطة تنمية العاصمة التونسية.

### مشروع هيربي
من جانبه إبتدع بول هيربي في سنة 1947 فكرة مدينة بحرية، « البندقية الإفريقية ». تمتد المدينة عبر بحيرة تونس في إطالة لشارع جول فيري بإتجاه الخليج. تربط جسور ضفاف البحيرة في ما بينها. كانت الفكرة بلا مستقبل وغير قابلة للتنفيذ في السياق التقني والاقتصادي لفترة ما بعد حرب عالمية. كان المشروع بمثابة أول مشروع خيالي حضري متعلق ببحيرة تونس.

## تهيئة
بين الحربين العالمتين الأولى والثانية، بدأت بلدية تونس العاصمة في تهيئة الساحة في إطار مشروع فالينسي بهدف خلق مساحة خضراء إضافية للمدينة. ويشمل هذا الإجراء ردم التربة الطينية المنتشرة على ضفاف بحيرة تونس بصب أطنان من الحصى عليها، ممّا أدى إلى ظهور أرضية ممهدة تغطي مساحة عشرين هكتاراً، بعرض 200 متراً وبطول يبلغ الكيلومتر الواحد. تحدّها ممرات تصطف على أطرافها أشجار وفضاءات رياضية وترفيهية، إضافة إلى كشك موسيقي.
إلى حدود نهاية خمسينات القرن العشرين، كان الميدان مجرد أرضٍ مهجورة وموحلة وواحد من الأحياء الفقيرة بالمدينة. بعيد استقلال البلاد وفي أعقاب المرسوم الحكومي المؤرخ في 16 مارس 1957 والذي يجيز هدم البناءات الفوضوية، قامت القوة العامة بإزالة كلّ ما كان يوجد بالساحة وتغيير إسمها إلى شارع محمد الخامس، لتتحول إلى واحد من أرقى وأكثر الشوارع نشاطاً وحركيّةً في العاصمة التونسية.

## تظاهرات
تمثل ساحة غامبيتا مكاناً مناسباً لعقد الاجتماعات العامة نظراً لقدرتها على استعاب عدّة آلاف من الأشخاص. في سنة 1936، ألقى الزعيم الحبيب بورقيبة خطاباً مطولاً في الساحة حول المجاعة المتفشية في قرية عين جلولة بالقيروان. في 14 يونيو من نفس العام وبعد فشل مطالبة الموظفين التونسين ب« أجر متساوي لقاء العمل المتساوي »، أقيم تجمع نقابي في الساحة بغية دعم ومساندة الجبهة الشعبية الفرنسية. في 27 يونيو 1943 وأمام حشد كبير من مؤيديه، ألقى الجنرال شارل ديغول فيها واحداً من أبرز خطابته · .